# Fotografía en Brasil

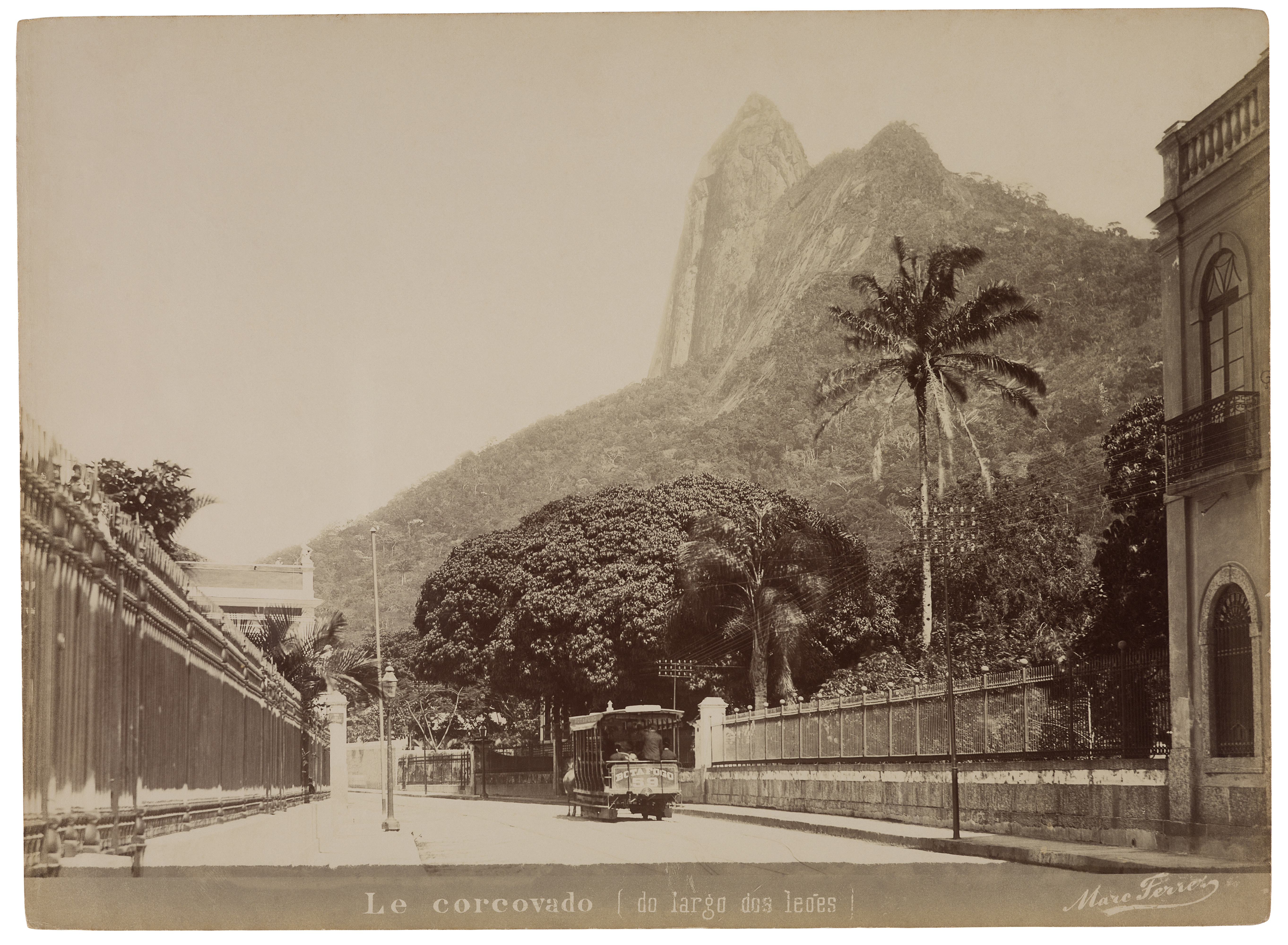
Marc Ferrez: El Corcovado, siglo XIX

La fotografía apareció en Brasil en los primeros años del Imperio del Brasil, remontándose a la llegada del daguerrotipo a Río de Janeiro en 1839, y al francés Hércules Florence.

## SigloXIX
Uno de los pioneros de la fotografía en Brasil fue el pintor y naturalista francés radicado en Brasil, Antoine Hercules Romuald Florence. Florence, que llegó a Brasil en 1824, se instaló en Campinas, donde realizó una serie de inventos y experimentos. En 1833, Florence fotografió a través de la cámara oscura con una placa de vidrio y utilizó papel sensibilizado para la impresión por contacto. Aunque totalmente aislado e ignorante de lo que hacían sus contemporáneos europeos, Niépce y Daguerre, obtuvo el resultado fotográfico, al que llamó por primera vez Photografie. Debido al descubrimiento de Florence, Brasil es considerado uno de los pioneros en fotografía.
El comienzo de la fotografía en Brasil está íntimamente ligado al emperador Don Pedro II, quien estaba apasionado por la fotografía. El abad Louis Compte, cuando atracó en Río de Janeiro el 16 de enero de 1840, le mostró el daguerrotipo a Dom Pedro II. D. Pedro II se convirtió posiblemente en el primer fotógrafo menor de 15 años en Brasil, cuando en el mismo año de 1840 adquirió un daguerrotipo en París.
Augustus Morand, fotógrafo estadounidense (1815-1862), tomó las primeras fotos de la familia imperial en Brasil en 1840.

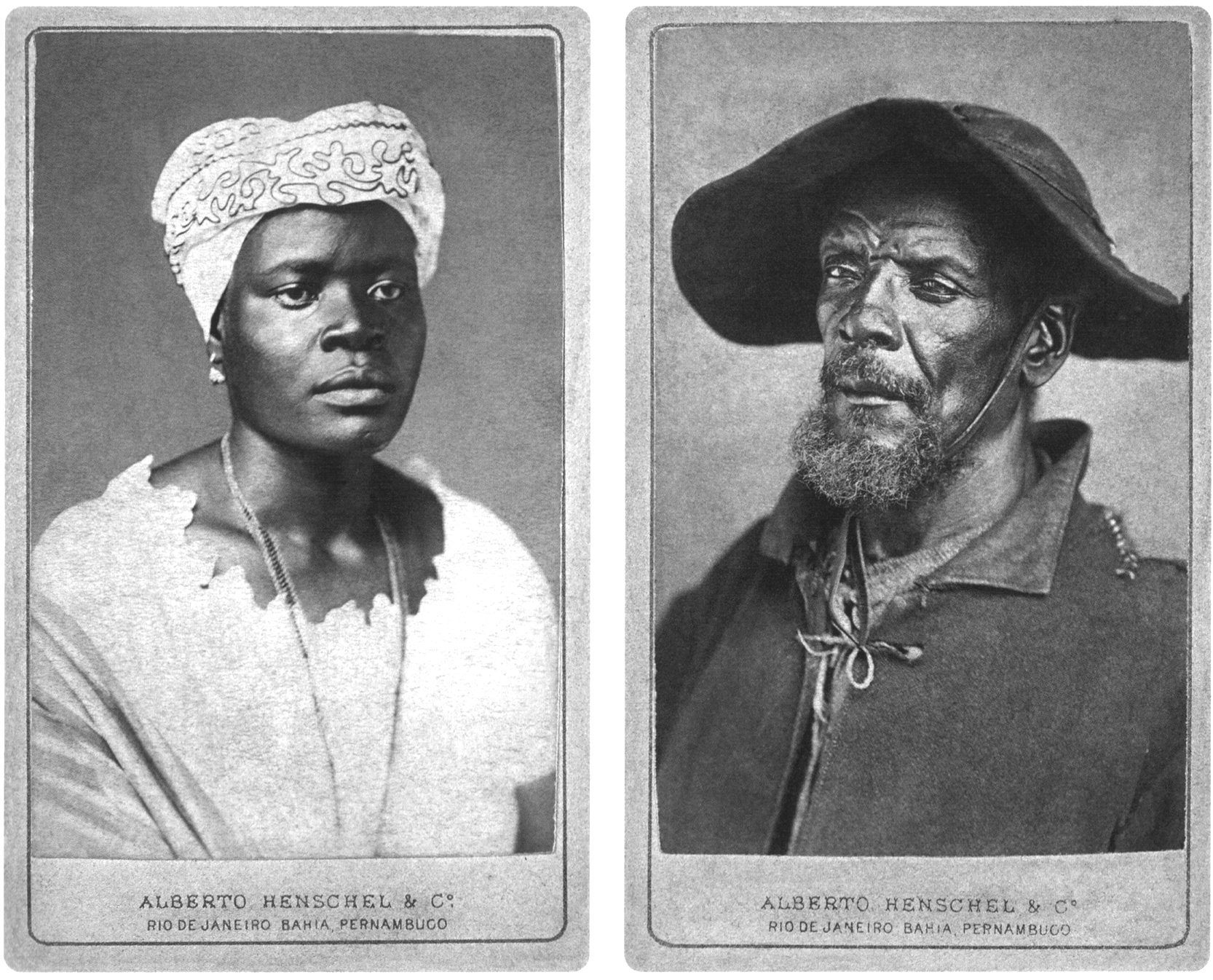
Alberto Henschel: Retratos de una negra y un negro, c. 1870.

Las nuevas tecnologías, como el colodión húmedo, llegaron a Brasil a través de inmigrantes que vivían en el país. Así, los estudios de retratistas se extendieron por las principales ciudades brasileñas. El alemán Alberto Henschel abrió oficinas en São Paulo, Recife, Salvador y Río de Janeiro, convirtiéndose en el primer gran empresario de la fotografía brasileña. También se destacan en este período Walter Hunnewell, quien realizó la primera documentación fotográfica de la Amazonia; Marc Ferrez, quien produjo imágenes panorámicas de los paisajes brasileños; y Militão Augusto de Azevedo, el primero en retratar sistemáticamente la transformación urbana de la ciudad de São Paulo. Destacan también Victor Frond, George Leuzinger, August Stahl y Felipe Fidanza .

### SigloXX
En la década de 1940, se produjo el ápice del fotoclubismo, un movimiento que agrupaba a personas interesadas en la práctica de la fotografía como forma de expresión artística. Los primeros fotoclubes surgieron a principios del siglo XX, pero solo a partir de la década de 1930 se volvieron decisivos en la formación y perfeccionamiento técnico de los fotógrafos brasileños. Los principales fotoclubes fueron el Photo Club Brasileiro, fundado en Río de Janeiro en 1923, y el Foto Cine Clube Bandeirante, creado en São Paulo en 1939. Los principales fotógrafos exponentes del fotoclubismo y algunos de ellos representantes del movimiento moderno en fotografía fueron Thomas Farkas, José Oiticica Filho, Eduardo Salvatore, Stefan Rosenbauer, Chico Albuquerque, José Yalenti, Gregori Warchavchik, Hermínia de Mello Nogueira Borges y Geraldo de Barros .
Del espíritu publicitario pionero de Chico Albuquerque, quien retrató la primera campaña publicitaria con fotografía en 1948, surgieron nuevos autores como Bob Wolfenson, Marcio Scavone, Claudio Elisabetsky, JR Duran y Miro .
Entre las décadas de 1940 y 1950 se fundó la Asociación de Reporteros Fotográficos y Cinematográficos (en portugués, ARFOC) en Río de Janeiro (1946), São Paulo (1948) y Minas Gerais (1950). El fotoperiodismo fue impulsado por las revistas O Cruzeiro y Jornal do Brasil, que comenzaron a enfatizar la fotografía en sus páginas.
Assis Chateaubriand, directora de la revista O Cruzeiro, contrató a Jean Manzon, convirtiéndola en la revista más importante del país.
Del fotoperiodismo de las revistas Realidade (1966), Veja (1968) y Jornal da Tarde (1966), surgió otra ola de grandes fotógrafos, siendo los principales: Claudia Andujar, Geraldo Guimarães, Walter Firmo, George Love, David Drew Zingg, Orlando Brito y Luigi Mamprim . Luís Humberto tomó fotos irónicas sobre la situación en Brasil bajo el régimen militar, a pesar del control de la censura. Estos fotógrafos se convirtieron en íconos de la década de 1960 e influyeron en fotógrafos como Orlando Azevedo, Paulo Leite, Ed Viggiani, João Noronha, Thiago Santana, José Bassit, André Cypriano, André Vilaron, exponentes del fotoperiodismo.
En la década del 1970 surgieron diversas oficinas y escuelas de fotografía en el país, como Enfoco e Imagen y Ação, en São Paulo, que impulsaron la fotografía de autor. Ante la falta de lugares especializados para las exposiciones, fueron creadas varias galerías, como Fotóptica y Álbum; y surgieron grupos como Photogaleria, en Río de Janeiro y en São Paulo, con la intención de insertar la fotografía en el mercado de arte brasileño. 
El periodismo independiente de agencias como Focontexto, F4, Ágil, Fotograma y ZNZ fue registrado por fotógrafos como Juca y Delfim Martins, Nair Benedicto, Ricardo Chaves, Emidio Luisi, Milton Guran, entre otros, quienes se destacaron en la fotografía de autor. Pedro Martinelli y Cristiano Mascaro se suman a los destaques de la fotografía de autor, aunque lo hicieron trabajando para las publicaciones tradicionales.
También hay obras cuya propuesta es la inserción de la fotografía con el arte establecido y viceversa, representadas por Otto Stupakoff, Anna Bella Geiger, Antonio Saggese, Cássio Vasconcellos, Alex Flemming, Kenji Ota, Gal Oppido, Eustáquio Neves, Guy Veloso, Miguel Rio Branco, Flavya Mutran y Vik Muniz, entre otros.

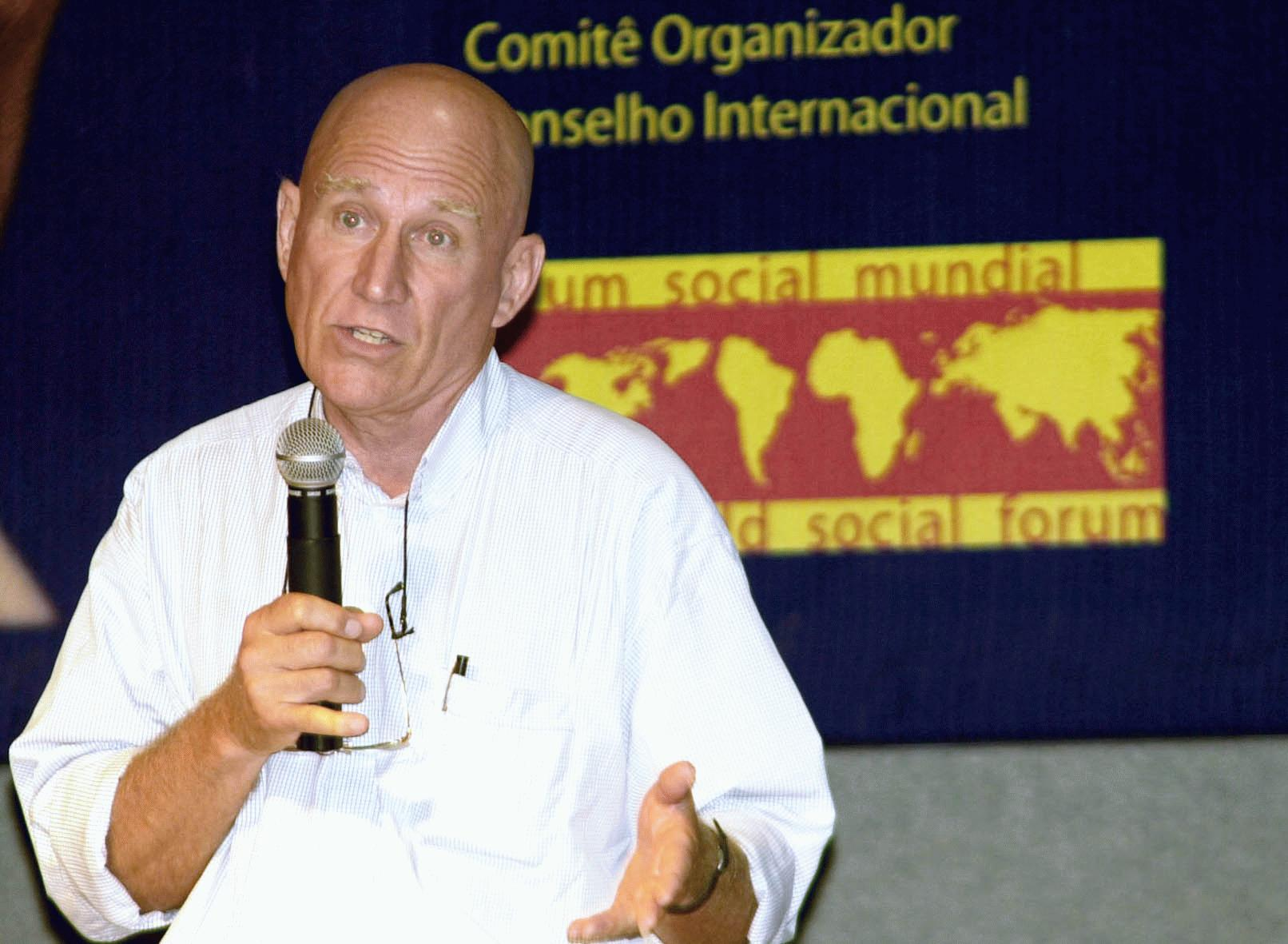
Sebastião Salgado en el Foro Social Mundial en 2003

En la década de 1980, la fotografía brasileña se dio a conocer en el extranjero a través de la participación en exposiciones internacionales y la publicación del trabajo de fotógrafos brasileños en revistas extranjeras. Entre los principales nombres de la época están Sebastião Salgado, Cristiano Mascaro, Mario Cravo Neto, Kenji Ota, Sergio Valle Duarte y Marcos Santilli .
En 1981, Sebastião Salgado fue uno de los únicos fotógrafos que registró el intento de asesinato del presidente estadounidense Ronald Reagan, lo que le dio gran protagonismo internacional. Además de él —que en ese momento era freelancer en la agencia Magnum de París y había sido enviado para acompañar al presidente a pedido del New York Times—, solo los estadounidenses Ron Edmonds y Michael Evans fotografiaron el ataque. Desde entonces, Salgado, radicado en Francia, ha sido reconocido mundialmente como uno de los maestros de la fotografía documental contemporánea. En las décadas de 1980 y 1990, publicó importantes reportajes fotográficos de denuncia social, en libros como Sahel: l'Homme en Détresse (1986), Workers (1993) y Terra (1997).

### Enfoco - Escola de Fotografia
Desde agosto de 1968 hasta julio de 1976, Enfoco - Escola de Fotografia, creada por Cláudio Kubrusly, funcionó en São Paulo. Por sus bancos pasaron varios fotógrafos, como Lúcio Kodato, Nair Benedicto y Suzana Amaral, que luego se destacaron en el panorama fotográfico brasileño.

## Cronología

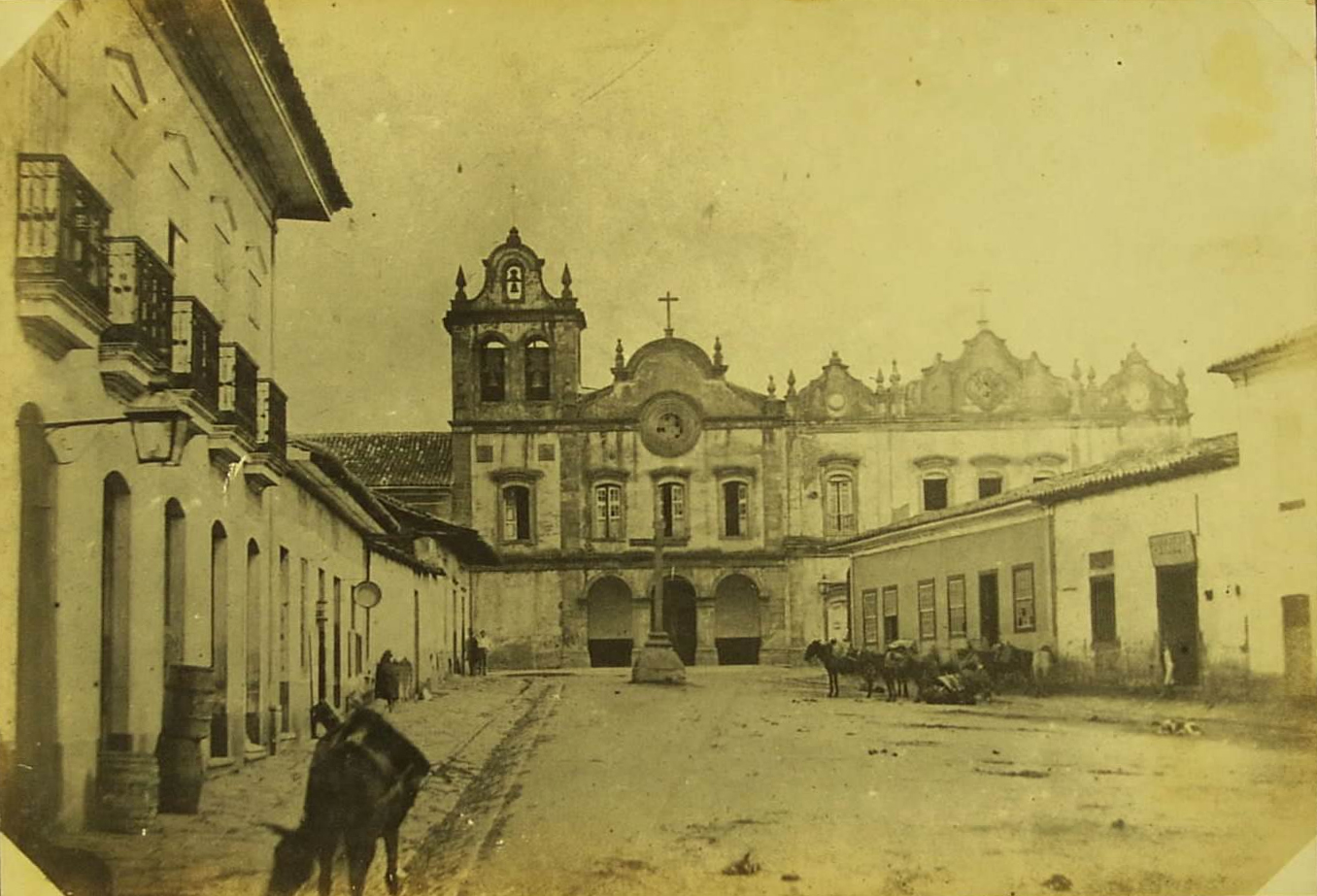
Militão Augusto de Azevedo: Vista hacia Largo São Francisco, São Paulo

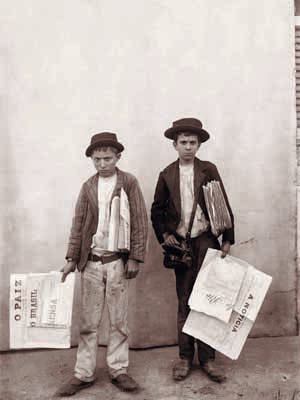
Marc Ferrez: Periódicos, 1899

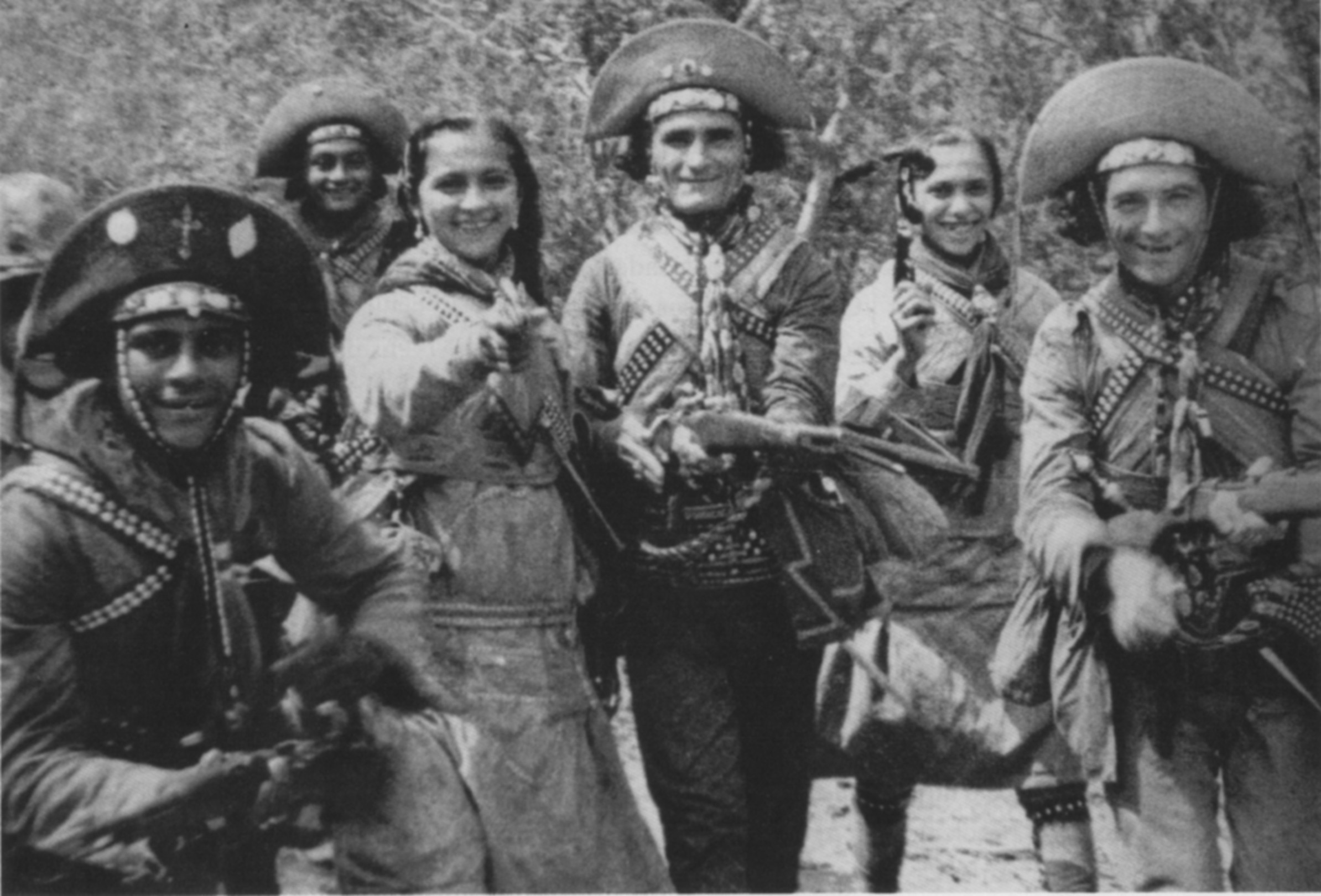
Benjamin Abrahão Botto : Virgínio Fortunato y bando NH (1936-1937)

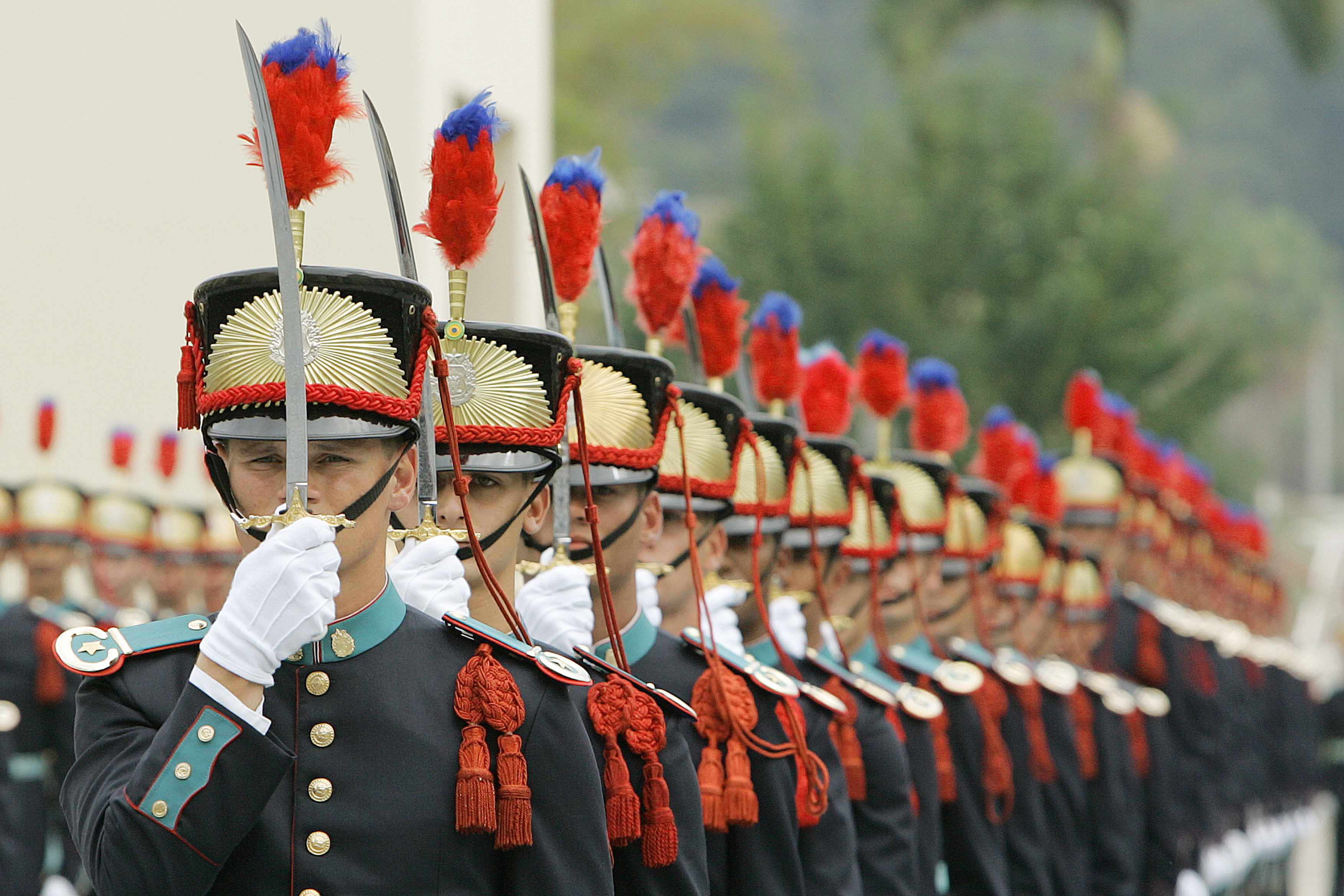
Ricardo Stuckert, de Agência Brasil: Resende, RJ - Imagen del desfile de cadetes de la Academia Militar das Agulhas Negras durante la ceremonia de entrega de espadas a los nuevos graduados, 19 de agosto de 2006

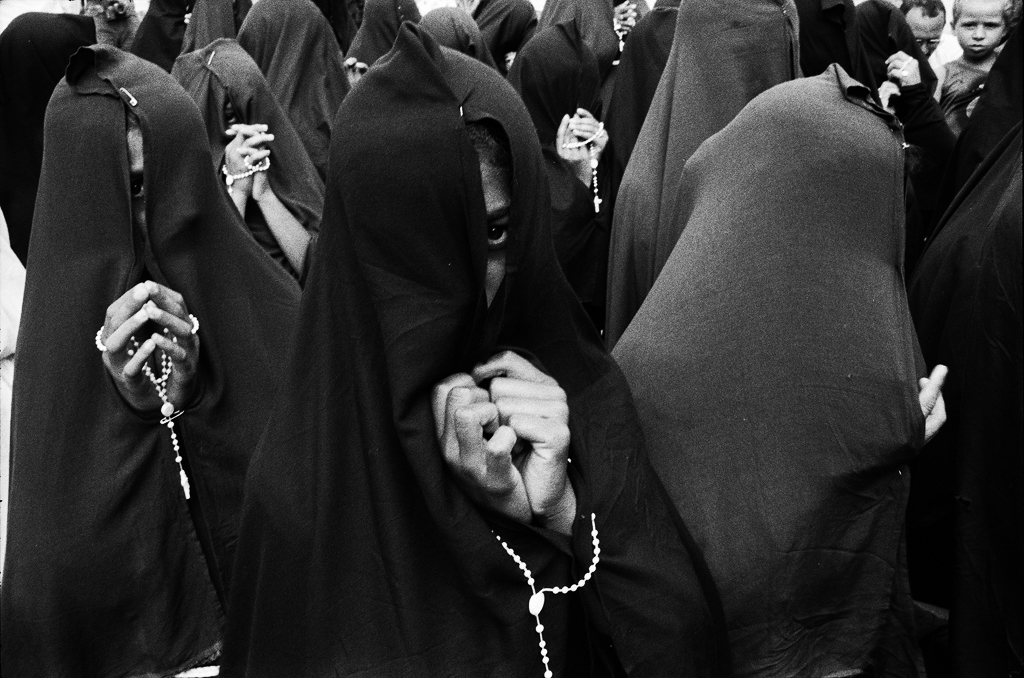
Guy Veloso, Serie Penitentes

- 1832 – Hércules Florencia toma las primeras imágenes fotográficas del país.
- 1840 – Primera demostración de daguerrotipo en Brasil y América Latina, por el abad Louis Compte . Augustus Morand produce las primeras fotos de la familia real brasileña y el Palacio São Cristóvão.
- El emperador Pedro II adquiere un dispositivo de daguerrotipo y comienza a producir imágenes.

- 1851 – Los retratistas Buvelot y Prat reciben de Don Pedro II el título de "Photographo da Casa Imperial".
- 1853 – Se establece en Río de Janeiro el primer taller de calotipos del país, bajo la dirección de C. Guimet.
- 1860-1900 – Los inmigrantes europeos traen nuevas tecnologías fotográficas al país. Marc Ferrez retrata paisajes brasileños. Militão Augusto de Azevedo retrata la transformación urbana de São Paulo.
- 1861 – El francés Victor Frond lanza el libro Brazil Pittoresco, el primer libro de fotografía publicado en Brasil y América Latina.
- 1865 – Marc Ferrez abre su propio establecimiento fotográfico, la Casa Marc Ferrez & Cia en Río de Janeiro.
- 1900 – Revista da Semana publica las primeras fotos en la prensa brasileña.
- 1901 – La postal es introducida en Brasil por el fotógrafo Castro Moura, quien trae la novedad desde Francia.
- 1903 – Augusto Malta es designado, por Pereira Passos, fotógrafo oficial de la ciudad de Río de Janeiro. Es el primer fotógrafo oficial de la ciudad.
- 1904 – Valério Vieira recibe medalla de plata en la Feria Internacional de Saint Louis (EE. UU.) por su autorretrato "Os 30 Valérios"
- 1909 - Primer número de la revista Fotográfica
- 1911 – Augusto Malta registra escenas del Carnaval de Río, dando origen al fotoperiodismo.
- 1922 - Valério Vieira gana una medalla de oro en la Feria Internacional de Saint Louis por la impresión fotográfica más grande del mundo, una vista panorámica de la ciudad de São Paulo de 16 m x 1,4 m.
- 1923 – Se funda el Photo Club Brasileiro, en Río de Janeiro
- 1928 – El ingeniero químico Conrado Wessel funda en São Paulo la primera fábrica de papel fotográfico de América Latina.
- 1935 – Fundación de la  Revista São Paulo (fotoperiodismo y fotomontaje)
- 1939 – Fotógrafos de origen alemán traen influencias de la Bauhaus a Brasil. Destacan las obras de Hildegard Rosenthal, Hans Gunter Flieg, Fredi Kleeman y Alice Brill .
- 1939 - Stefan Rosenbauer, alemán naturalizado brasileño, trae las nuevas técnicas de iluminación fotográfica, el juego de luces y sombras y el portrair-classico (fotorrealismo)
- 1939 – Fundación de Foto Cine Clube Bandeirante en São Paulo
- 1939 - XV Exposición Anual de Arte Fotográfico con Catálogo del Foto Club Brasileño
- Década de 1940: pico del fotoclubismo
- 1941 - II Salão Brasileiro de Fotografia del Foto Clube Brasileiro en la Asociación Cristiana de Jóvenes de Río de Janeiro.
- 1946 – Inicio de la fotografía de autor, con énfasis en Geraldo de Barros y José Oiticica Filho .
- 1946 - Comienza la fundación de ARFOC (Asociación de Reporteros Fotográficos y Cinematográficos).
- 1947 – Lanzamiento de revista Iris, la más antigua publicación brasileña especializada en fotografía aún en circulación.
- 1948 – Primera campaña publicitaria con fotografía en el país del fotógrafo Chico Albuquerque, quien registró el modelo y producto para Johnson & Johnson, a través de la agencia JW Thompson.
- 1948-1950 – El Museo de Arte de São Paulo realiza las primeras exposiciones de fotografía, con fotografías de Thomas Farkas (1948) y Geraldo de Barros (1950).
- Década de 1950 – Papel importante de la revista O Cruzeiro y Jornal do Brasil para el fotoperiodismo. Los siguientes fotógrafos se destacaron en este período: el francés Jean Manzon, Luiz Carlos Barreto, Indalécio Wanderley, Ed Keffel, Luciano Carneiro, José Medeiros, Peter Scheier, Flávio Damm y Marcel Gautherot .
- 1952 – Lanzamiento de la revista Manchete .
- 1958 – Chico Albuquerque importa el primer equipo de flash electrónico a Brasil
- Década de 1960 – Auge del fotoperiodismo en el país.
- 1965 – La Fundação Bienal de São Paulo introduce la fotografía en sus exposiciones oficiales.
- Década de 1970 – Aparecen en el país numerosos talleres y escuelas de fotografía, como Enfoco e Imagem e Ação, en São Paulo, que promueven la fotografía de autor.
- 1973 – Lanzamiento de la revista Novedades Fotoptica, de Thomas Farkas (futuramente Fotoptica ).
- 1970-1975 – Claudia Andujar y George Love desarrollan el taller de fotografía en el Museo de Arte de São Paulo, que influye en la producción de decenas de fotógrafos paulistas en las décadas siguientes.
- 1976 – Boris Kossoy presenta las experiencias de Hércules Florence en el III Simposio Internacional de Fotografía de la Photographic Historical Society de Rochester (EE.UU.), demostrando su espíritu pionero.
- 1979 – Se crea el Instituto Nacional de Fotografía Funarte (Fundación Nacional de las Artes), organismo del Ministerio de Cultura.
- Década de 1980 – La fotografía brasileña se da a conocer en el extranjero a través de la participación en exposiciones internacionales y la publicación del trabajo de fotógrafos brasileños en revistas extranjeras.
- 1981 – Sebastião Salgado gana prominencia internacional cuando registra el intento de asesinato del presidente estadounidense Ronald Reagan.
- Década de 1990 – La fotografía pasa a formar parte de las instalaciones, representando elementos abstractos como sensaciones, sentimientos y emociones.
- 1996 – El Centro de Comunicaciones y Artes del Senac en São Paulo firma un convenio con el Instituto de Tecnología de Rochester, en Estados Unidos, para mayor intercambio entre fotógrafos estadounidenses y brasileños.
- 1997 – El Instituto Itaú Cultural lanza el sector de Fotografía en Brasil en la Base de Datos Cultural informatizada.
- 1997 - La Universidad Estácio de Sá de Río de Janeiro, a través de su Universidad Politécnica, lanza el curso de Tecnólogo en Fotografía, el primer curso de nivel superior en fotografía de Brasil.
- 1997 - En Salvador, aparece el Instituto Casa da Fotografia, dedicado a la enseñanza sistemática de la fotografía en la ciudad a través de cursos y diversas actividades con profesionales, entre ellos Marcelo Reis, Walter Firmo y Christian Cravo.
- 1999 – Senac en São Paulo inicia el primer curso de bachillerato en fotografía en Brasil.